# Сегу
Сегу́ (фр. Ségou) — місто, розташоване в центрі південної частини Малі, лежить за 235 км на північний схід від Бамако на річці Нігер, регіон Сегу. Засноване в 1620 році поселенцями народу бозо. Зараз місто є третім в Малі за чисельністю населення, яке становить близько 100 тис. чоловік.
У минулому столиця імперії бамбара, зараз Сегу столиця однієї з найбільших адміністративних областей Малі. Воно також відоме як Баланзан, на честь місцевого дерева (Faidherbia albida, Акація білувата). Сегу піддавався численним завоювань і зміною правителів, але завжди залишався торговим центром для інших міст, де завжди можна було купити або продати зерно і худобу.

## Історія
Розквіт міста починається в 1712 році, коли Бітон Мамарі Кулібалі заснував імперію Сегу, і став її імператором. В 1796 році в Сегу побував перший європеєць — Мунго Парк. В 1861 році місто був завойовані Ель-Хадж Умар Таллом і включений в імперію Тукулер, поки в 1892 році французька армія під командуванням полковника Луї Арчінарда не вторглася в Сегу.

### Походження
Деякі стверджують, що назва Сегу-Коро, походить від «Sikoro» — що означає плоди дерева Ши. Деякі стверджують, що селище було названо на честь засновника мурабіта Сеїку, але більшість дотримуються думки, що Сегу був заснований рибалками бозе, які будували свої селища уздовж Нігера.
В XI столітті в ці місця масово мігрували народи сонінке, які втекли від наступала імперії Гана. Вважається, що Каладіян Кулібалі — засновник династії Кулібалі, наказав заснувати тут осіле поселення. Пізніше династія Діарра перенесла столицю імперії бамбара в Сегу.

### Сегу-Коро
Сегу-Коро розташований за 15 км від Сегу, по дорозі в Бамако. Він був заснований Каладіяном Кулібалі в 1600-х роках, коли бамбара йшли з Дженне. Данфассарі Кулібалі, син Каладіяна, продовжує справу батька — зміцнюючи і розширюючи місто. Після смерті Каладіяна, його старшому онукові Мамарі, також відомому як Бітон, вдається добитися процвітання міста. В даний час місто практично не змінилося, в ньому зберігаються стародавня архітектура і традиції.

### Імперія Бамбара (Сегу)
Каладіян Кулібалі відвів Бамбара з Дженне, щоб заснувати місто для своєї нації. Поступово місто, що отримало назву Сегу-Коро, з простою соціальною структурою, яка зводилася до землеробства і полюванні, стало набувати більш складну систему управління, з домінування династій. Один із нащадків Кулібалі — Мамарі, став начальником Bi-Ton, а потім узяв ім'я Бітон. Він створив організовану армію, розширивши територію Сегу до володінь Тімбукту, оголосивши цю територію імперії Сегу, а себе — імператором. При його правлінні до складу імперії були включені міста Махіна і Дженне. Після смерті Бітон Мамарі в 1755 році, Нгола Діарра отримав право управляти імперією Сегу і заснував династію Діарра. Нголо Діарра правил Сегу до дев'ятнадцятого століття. Він перемістив столицю імперії з Сегу-Коро в Сегу, де проживала його родина. Діарра продовжив завоювання Бітон, розширивши кордони імперії до Гвінеї.

### Завоювання
У 1861 році Ель-Хадж Умар Талл захопив місто, вплинувши на віросповідання населення, змусивши всіх прийняти іслам. Його син Ахмад правив в Сегу до 1892 року. Французька колоніальна армія вторглася в Сегу і зробила його Адміністративним Центром Управління Нігеру до 1932 року.

## Географія

### Місцезнаходження
Сегу знаходиться за 235 км від Бамако на річці Нігер, є столицею однойменного округу площею 64947 км². Регіон межує з іншими країнами — Буркіна-Фасо на південному сході і Мавританією на півночі, а також з іншими регіонами Малі — Мопті на сході, Кулікоро на заході і Сікассо на півдні.

### Клімат
Місто знаходиться у зоні, котра характеризується кліматом напівпустель. Найтепліший місяць — квітень із середньою температурою 33.3 °C (92 °F). Найхолодніший місяць — січень, із середньою температурою 24.4 °С (76 °F).
| Клімат Сегу             | Клімат Сегу | Клімат Сегу | Клімат Сегу | Клімат Сегу | Клімат Сегу | Клімат Сегу | Клімат Сегу | Клімат Сегу | Клімат Сегу | Клімат Сегу | Клімат Сегу | Клімат Сегу | Клімат Сегу |
| Показник                | Січ.        | Лют.        | Бер.        | Квіт.       | Трав.       | Черв.       | Лип.        | Серп.       | Вер.        | Жовт.       | Лист.       | Груд.       | Рік         |
| Абсолютний максимум, °C | 39          | 42          | 42          | 43          | 46          | 42          | 42          | 37          | 38          | 40          | 42          | 41          | 46          |
| Середній максимум, °C   | 30          | 33          | 36          | 38          | 37          | 35          | 31          | 30          | 31          | 33          | 33          | 30          | 33          |
| Середня температура, °C | 24          | 27          | 30          | 33          | 33          | 30          | 28          | 27          | 27          | 29          | 27          | 25          | 28          |
| Середній мінімум, °C    | 18          | 21          | 24          | 27          | 28          | 26          | 25          | 23          | 23          | 24          | 21          | 18          | 23          |
| Абсолютний мінімум, °C  | 7           | 12          | 11          | 17          | 20          | 20          | 20          | 20          | 18          | 16          | 12          | 7           | 7           |
| Днів з опадами          | 1           | 0           | 0           | 1           | 3           | 4           | 7           | 8           | 6           | 2           | 1           | 0           | 33          |
| Днів з дощем            | 1           | 0           | 0           | 1           | 3           | 4           | 7           | 8           | 6           | 2           | 1           | 0           | 33          |
| ----------------------- | ----------- | ----------- | ----------- | ----------- | ----------- | ----------- | ----------- | ----------- | ----------- | ----------- | ----------- | ----------- | ----------- |
| Джерело: Weatherbase    |             |             |             |             |             |             |             |             |             |             |             |             |             |

## Демографія
Населення регіону на 1998 рік становило близько 1'770 тис. чол. Сільське населення веде в основному кочовий або осілий спосіб життя і складається з безлічі етнічних груп: бамбара, бозо, пул, сонінке, мандінка і тукулер. Найчисельнішою етнічною групою є Бамбара, що займаються в основному фермерством. Другі за чисельністю бозе, як правило селяться на берегах Нігера і займаються риболовлею. Також вони займаються водної переправою людей і товарів, оскільки знають всі мілини і сезонні розливи Нігера. Решта народності не настільки численні і займаються в основному торгівлею і подорожами, зберігаючи традиції предків.

## Мистецтво та культура
Бамбара передавали один одному свої знання усно, тому більша частина їхньої культурної спадщини нам невідома. Збережені культурні образи включають в себе традиційні музичні інструменти, прекрасні барди — гріоти, фольклорні ансамблі, а також маски і маріонетки.
Їх релігійні переконання досить неоднозначні. Бамбара анімісти, але в той же час відчувають фетишизм до культурних звичаїв, тотемів і монізму. Найбільш відомі в Сегу ремесла: вироби з кераміки, ткацтво (ковдри, накидки і килими), виготовлення боголану, а також живопис і скульптура. Також Сегу вважається центром гончарного виробництва Малі.
У Сегу поширені два архітектурних стилі: французька колоніальний і традиційний — суданський і неосуданський. Суданським стилями оформлені громадські будівлі та важливі резиденції. Пам'ятники та велика мечеть також побудовані в цьому стилі. Матеріали з яких раніше будували були дуже низької якості, і тепер їх доводиться відновлювати, щоб не була втрачена спадщина предків. Головною визначною пам'яткою міста є водонапірна башта, розташована в центрі міста.

## Економіка
Основними видами економічної діяльності Сегу є сільське господарство, скотарство і рибна ловля. Все виробництво в основному орієнтовано на місцеве населення. Великими переробками займаються три фабрики: COMATEX, CMDT і SUKALA.

## Відомі люди
- Мунтага Талль (нар. 1956) — малійскій політик.

## Міста-побратими
- Ангулем, Франція.
- Ричмонд, штат Вірджинія, США.

## Галерея

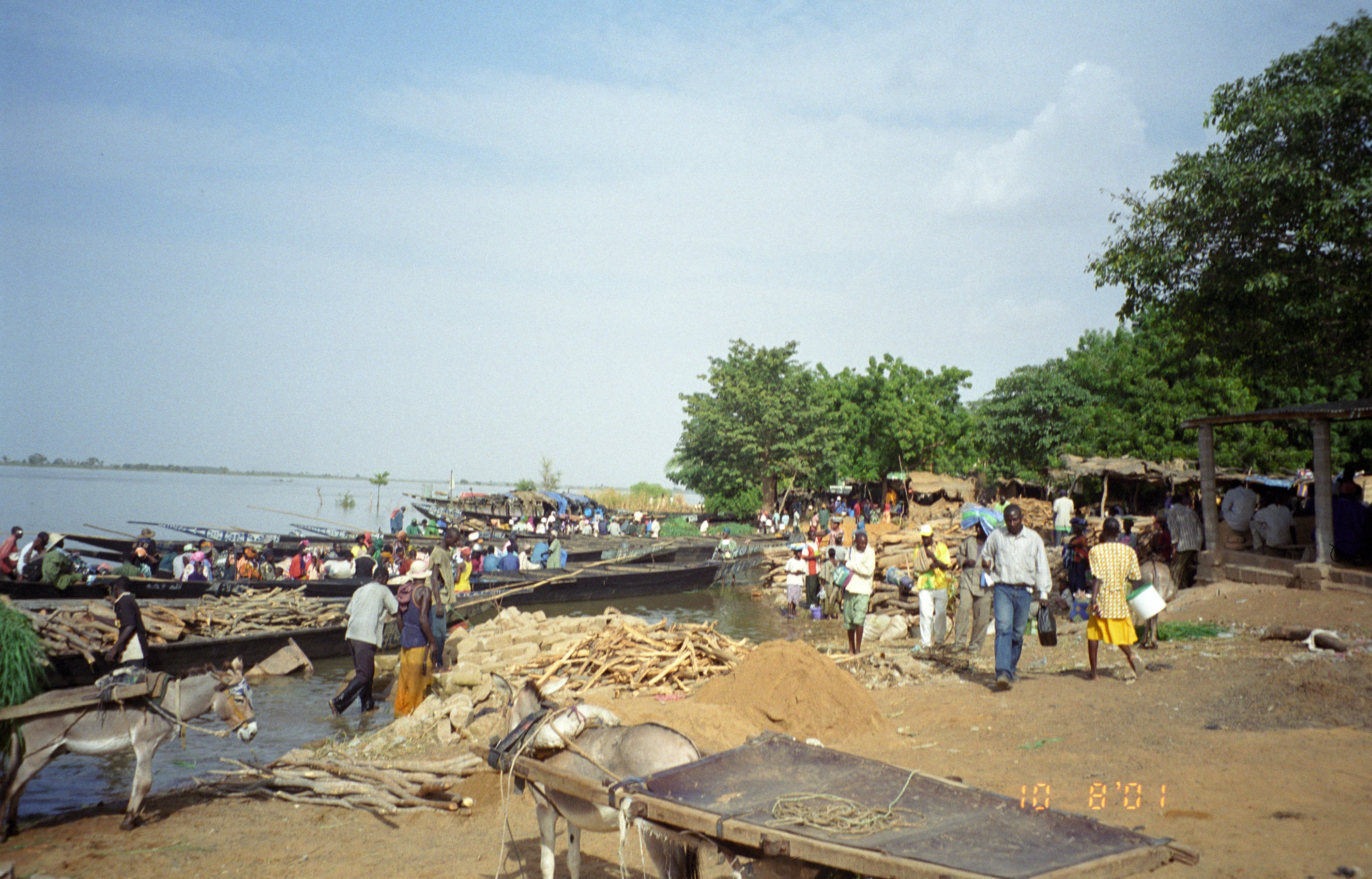
Ринок Сегу на берегах Нігеру
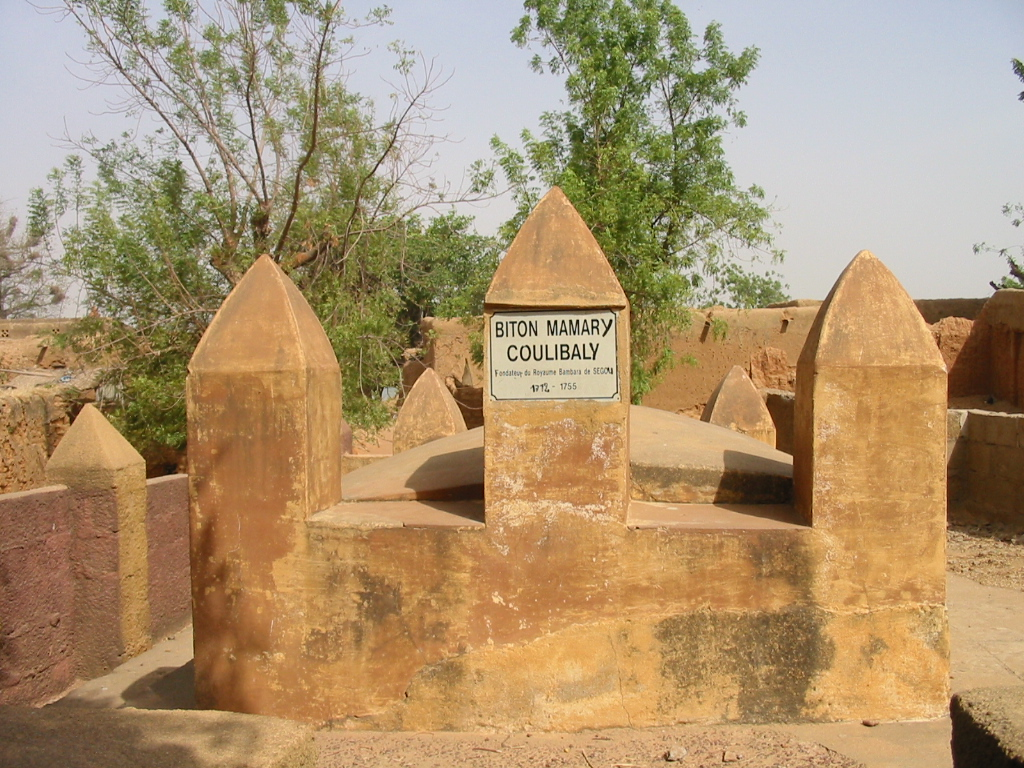
Гробниця Бітон Мамарі Кулібалі
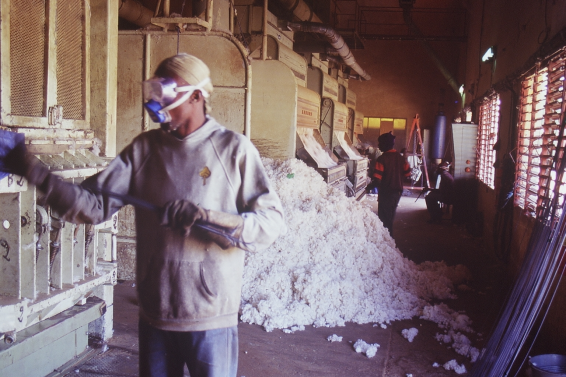
Обробка бавовни на фабриці CMDT.
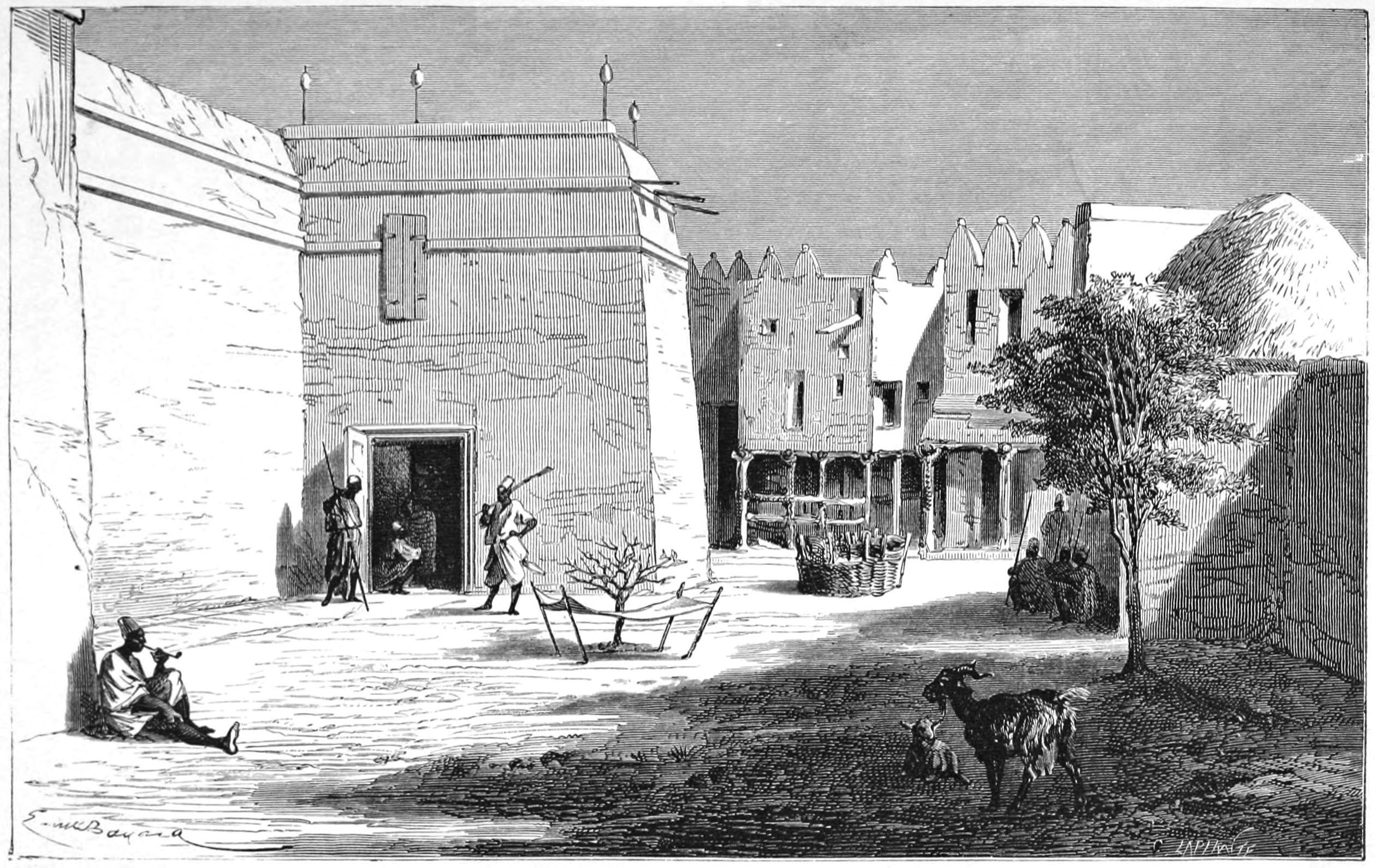
Палац Амаду (1872)
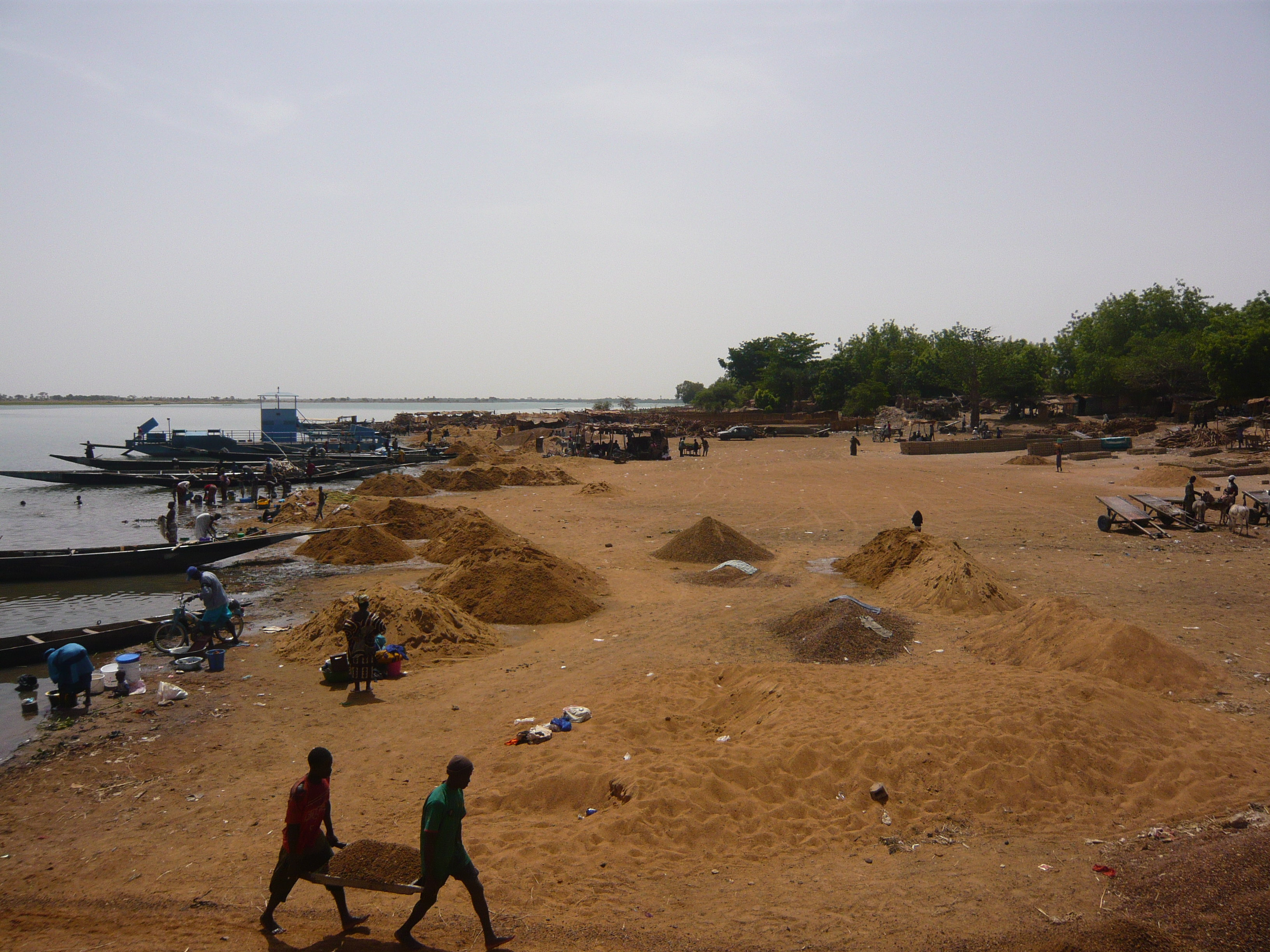
Робітники Сегу